# Чешеник
Чешеник (словен. Češenik) — поселення в общині Домжале, Осреднєсловенський регіон, Словенія. 
Висота над рівнем моря: 313,3 м.